# CALL (坂上庸介のアルバム)
『CALL』（コール）は、坂上庸介の2枚目のスタジオ・アルバム。2004年4月14日にR&Cよりリリース。規格品番：YRCN-11025。

## 解説
前作『TOY』より約1年半ぶりのリリース。2003年にサカノウエヨースケから、本名の坂上庸介改名後であり、唯一坂上庸介名義でリリースされた作品。

## 収録曲
全作詞・作曲：坂上庸介
1. エピソード
2. ヒカリ
3. リーフフィッシュ
4. ブライス
5. アリとキリギリス
6. プレイヤーズハイ
7. トキドキ…
8. 絶対負けない弱虫の歌
9. 遺言
10. 君の笑顔の革命
11. 夜に願いを...
12. デラシネ (Bonus Track)